# Paula Moura Pinheiro
Maria Paula Serra Camilo de Moura Pinheiro (Coimbra, 29 de novembro de 1964) é uma jornalista, apresentadora de televisão, radialista e realizadora portuguesa.

## Vida
Paula Moura Pinheiro foi casada com o também jornalista Rodrigo Guedes de Carvalho, de quem se divorciou e de quem tem um filho e uma filha, Rodrigo de Moura Pinheiro Guedes de Carvalho (1992) e Benedita de Moura Pinheiro Guedes de Carvalho (1994).

## Carreira
É licenciada em Comunicação Social pela Universidade Nova de Lisboa e pós-graduada em Direito Comunitário pelo Instituto Europeu da Faculdade de Direito da Universidade de Lisboa.
Na imprensa, Paula Moura Pinheiro trabalhou como repórter, entrevistadora e cronista; na televisão e na rádio como autora, editora e apresentadora de programas. Expresso, Marie Claire, Independente, Grande Reportagem, Público, Rádio Comercial e Rádio Paris Lisboa, SIC, RTP1 e RTP2 são alguns dos órgãos por onde passou. “Sexo Forte”, “O Pecado Mora Aqui”, “O Senhor que se Segue”, “Livres e Iguais”, “GLX” e “Câmara Clara” são alguns dos programas que dirigiu e apresentou. “Câmara Clara” foi distinguido com o prémio APOM.
Responsável pelo "Guia de Leitura 2003" do Instituto Português do Livro e das Bibliotecas, fez comunidades de leitores um pouco por todo o país; realizou durante anos com a Fundação Calouste Gulbenkian "Os Clássicos". Fez o programa cultural da Feira do Livro de Lisboa em 2004 e em 2005 e publicou "Portugal no Futuro da Europa", um livro sobre a primeira versão do Tratado Constitucional Europeu. Em 2002 saiu o seu primeiro livro, “27/08”, em 2006 “Estória da Pré-História do Chapitô”, uma biografia de Teresa Ricou, e em 2010, "Viagem de Regresso". Entre 2006 e 2012 foi subdirectora da RTP2
Publicou várias obras literárias. Actualmente realiza e apresenta, desde 2012, o programa Visita Guiada na RTP2 e Antena 1. Este programa recebeu o prémio de “Melhor Programa” da APOM e da SPA.
Entre 2013 e 2016, Paula Moura Pinheiro foi júri do Prémio de Jornalismo para os Diretos Humanos e Integração da UNESCO. Entre 2014 e 2017 foi membro do Conselho-Geral da Universidade do Minho.